# Snop (matematyka)
Snop (fr. faisceau) – trójka uporządkowana {\displaystyle ({\mathcal {F}},\pi ,{\mathcal {X}})} składająca się z przestrzeni topologicznej {\displaystyle {\mathcal {F}},} przestrzeni Hausdorffa {\displaystyle {\mathcal {X}}} oraz lokalnie homeomorficznej surjekcji {\displaystyle \pi \colon {\mathcal {F}}\to {\mathcal {X}}}.
Zamiast {\displaystyle ({\mathcal {F}},\pi ,{\mathcal {X}})} często pisze się {\displaystyle ({\mathcal {F}},\pi )} albo {\displaystyle ({\mathcal {F}}_{\mathcal {X}}),} albo {\displaystyle {\mathcal {F}}}.
Przestrzeń {\displaystyle {\mathcal {X}}} nazywana jest bazą snopa, a przekształcenie {\displaystyle \pi } projekcją snopa. Dla każdego {\displaystyle x\in {\mathcal {X}}} zbiór {\displaystyle {\mathcal {F}}_{x}=\pi ^{-1}(x)} jest nazywany włóknem snopa nad punktem {\displaystyle x}.
Jeśli {\displaystyle U\subset {\mathcal {X}},} to sekcją snopa {\displaystyle {\mathcal {F}}} nad {\displaystyle U} nazywa się taką funkcję ciągłą {\displaystyle \mu \colon U\to {\mathcal {F}},} że {\displaystyle \pi \circ \mu (x)=x.} Zbiór wszystkich sekcji snopa {\displaystyle {\mathcal {F}}} nad {\displaystyle U} jest oznaczany przez {\displaystyle \Gamma (U,{\mathcal {F}})}.
Włókna snopa są często wyposażane w struktury algebraiczne: grupy, pierścienia lub modułu.
Snopy umożliwiają połączenie w jednym własności lokalnych z własnościami globalnymi obiektów matematycznych (np. funkcji). Własności lokalne są formułowane w języku elementów zbiorów {\displaystyle \Gamma (U,{\mathcal {F}}),} gdzie zbiór {\displaystyle U} jest małym otoczeniem punktu bazy, a własności globalne są wyrażane w języku elementów zbioru {\displaystyle \Gamma ({\mathcal {X}},{\mathcal {F}})}.

## Przykłady

Przekształcanie kwadratu na torus.

- Torus można sobie wyobrażać jako przestrzeń ilorazową płaszczyzny {\displaystyle \mathbb {R} ^{2}=\{(x,y):x,y\in \mathbb {R} \}} przez grupę izometrii płaszczyzny {\displaystyle \Gamma (e_{x},e_{y})} generowaną przez przesunięcia o wektory {\displaystyle e_{x}=[1,0]} i {\displaystyle e_{y}=[0,1].} Przestrzeń ilorazowa powstaje przez utożsamienie punktów płaszczyzny, których współrzędne różnią się o liczby całkowite. W taki sposób każdy punkt jest utożsamiony z wnętrzem kwadratu jednostkowego, początkiem układu współrzędnych, albo z punktami należącymi do wnętrza boków kwadratu jednostkowego leżących na osiach współrzędnych. Zatem utożsamiane są punkty przeciwległych boków kwadratu jednostkowego (ten ostatni etap ilustruje animacja zamieszczona obok). Przekształcenie przyporządkowujące punktowi płaszczyzny jego obraz na torusie jest lokalnym homeomorfizmem, a trójka (płaszczyzna, torus, przekształcenie) realizuje snop grup.
- Przestrzeń {\displaystyle {\mathcal {F}}} kiełków funkcji gładkiej na parazwartej rozmaitości gładkiej {\displaystyle {\mathcal {M}}} z projekcją {\displaystyle \pi ([f]_{m})=m,} gdzie {\displaystyle m\in {\mathcal {M}}} i {\displaystyle [f]_{m}\in {\mathcal {F}}} tworzy snop.

## Kategoria snopów nad ustaloną bazą
Niech {\displaystyle ({\mathcal {F}}_{1},\pi _{1},{\mathcal {X}})} i {\displaystyle ({\mathcal {F}}_{2},\pi _{2},{\mathcal {X}})} będą dwoma snopami nad tą samą przestrzenią {\displaystyle {\mathcal {X}}.} Niech {\displaystyle \varphi \colon {\mathcal {F}}_{1}\to {\mathcal {F}}_{2}} będzie takim odwzorowaniem ciągłym, że {\displaystyle \pi _{2}\circ \varphi =\pi _{2}.} Wtedy przekształcenie {\displaystyle \varphi } nazywa się odwzorowaniem snopów.
Odwzorowanie snopów przekształca każde włókno {\displaystyle {\mathcal {F}}_{1x}} snopa {\displaystyle {\mathcal {F}}_{1}} we włókno {\displaystyle {\mathcal {F}}_{2x}} snopa {\displaystyle {\mathcal {F}}_{2}} nad tym samym punktem przestrzeni {\displaystyle {\mathcal {X}}.} Odwzorowanie snopów jest lokalnym homeomorfizmem.
Dla odwzorowań snopów {\displaystyle \varphi \colon {\mathcal {F}}_{1}\to {\mathcal {F}}_{2}} i {\displaystyle \psi \colon {\mathcal {F}}_{2}\to {\mathcal {F}}_{3}} odwzorowanie {\displaystyle \psi \circ \varphi \colon {\mathcal {F}}_{1}\to {\mathcal {F}}_{3}} jest także odwzorowaniem snopów. Ponadto odwzorowanie identycznościowe {\displaystyle id_{\mathcal {F}}\colon {\mathcal {F}}\to {\mathcal {F}}} jest odwzorowaniem snopów. Dlatego snopy nad ustaloną przestrzenią {\displaystyle {\mathcal {X}}} (obiekty) z odwzorowaniami snopów (morfizmy) tworzą kategorię.